# Hana
Hana és una concentració de població designada pel cens dels Estats Units a l'estat de Hawaii. Segons el cens del 2000 tenia 709 habitants.

## Demografia
Segons el cens del 2000, Hana tenia 709 habitants, 191 habitatges, i 139 famílies La densitat de població era de 125,87 habitants per km².
Dels 191 habitatges en un 29,8% hi vivien nens de menys de 18 anys, en un 49,7% hi vivien parelles casades, en un 14,1% dones solteres, i en un 27,2% no eren unitats familiars. En el 22,0% dels habitatges hi vivien persones soles el 6,8% de les quals corresponia a persones de 65 anys o més que vivien soles. El nombre mitjà de persones vivint en cada habitatge era de 3,71 i el nombre mitjà de persones que vivien en cada família era de 4,40.
Per edats la població es repartia de la següent manera: un 31,6% tenia menys de 18 anys, un 11,0% entre 18 i 24, un 22,8% entre 25 i 44, un 24,9% de 45 a 64 i un 9,7% 65 anys o més.
L'edat mediana era de 30,7 anys. Per cada 100 dones hi havia 89,07 homes. Per cada 100 dones de 18 o més anys hi havia 97,96 homes.
La renda mediana per habitatge era de 50.833 $ i la renda mediana per família de 54.167 $. Els homes tenien una renda mediana de 26.146 $ mentre que les dones 22.969 $. La renda per capita de la població era de 14.672 $. Aproximadament el 5,6% de les famílies i el 8,6% de la població estaven per davall del llindar de pobresa.

## Poblacions més properes
El següent diagrama mostra les poblacions més properes.